# Het Centrum (Zwitserland)
Het Centrum (Duits: Die Mitte, Frans: Le Centre, Italiaans: Alleanza del Centro, Reto-Romaans: Allianza dal Center) is een politieke partij in Zwitserland die op 1 januari 2021 ontstond na de fusie van de Christendemocratische Volkspartij (CVP/PDC) en de Burgerlijk-Democratische Partij (BDP/PBD).
In het voorjaar van 2021 wordt een partijprogramma opgesteld Voorzitter van de partij is Gerhard Pfister, voorheen voorzitter van de CVP/PDC. Het Centrum wordt in de Bondsraad vertegenwoordigd door Viola Amherd.
Alle kantonsafdelingen van de BDP/PBD zullen de nieuwe partijnaam overnemen. Bij de afdelingen van de CVP/PDC in de verschillende kantons zullen de meeste afdelingen ook de nieuwe partijnaam aannemen. Een aantal kiezen ervoor om de oude partijnaam trouw te blijven, terwijl enkele afdelingen kiezen voor de optie "CVP - Het Centrum."

## Ideologie
Het Centrum kiest voor het centrisme als politieke ideologie en wil zo het midden houden tussen de twee dominerende ideologieën in Zwitserland, het socialisme en het liberalisme. Kernbegrippen voor de partij zijn vrijheid, solidariteit en verantwoordelijkheid. 

## Bondsraad
| Afbeelding | Persoon      | Kanton | Departement                                         | Periode    |
| ---------- | ------------ | ------ | --------------------------------------------------- | ---------- |
|            | Viola Amherd | Wallis | Departement van Defensie, Volksverdediging en Sport | 2019-heden |

## Fractie
In de Bondsvergadering vormt Het Centrum samen met de Evangelische Volkspartij een fractie met de naam Fractie van Het Midden in de Bondsvergadering. Fractievoorzitter is mevr. Andrea Gmür-Schönenberger.
| Fractie Het Centrum in de Bondsvergadering | Fractie Het Centrum in de Bondsvergadering |
| ------------------------------------------ | ------------------------------------------ |
| Fractievoorzitter:                         | Andrea Gmür-Schönenberger                  |
| Partijen:                                  | Het Centrum, EVP                           |
| Zetels:                                    | 41 (Nationale Raad: 28; Kantonsraad: 13)   |